# 東京第一陸軍造兵廠

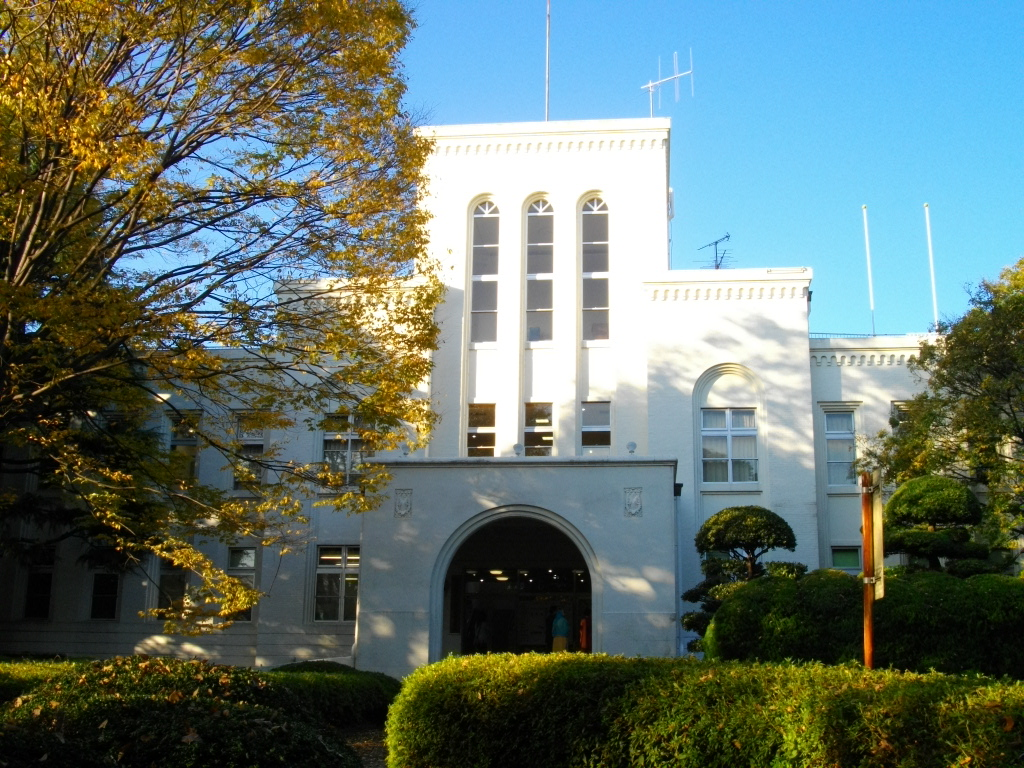
本部

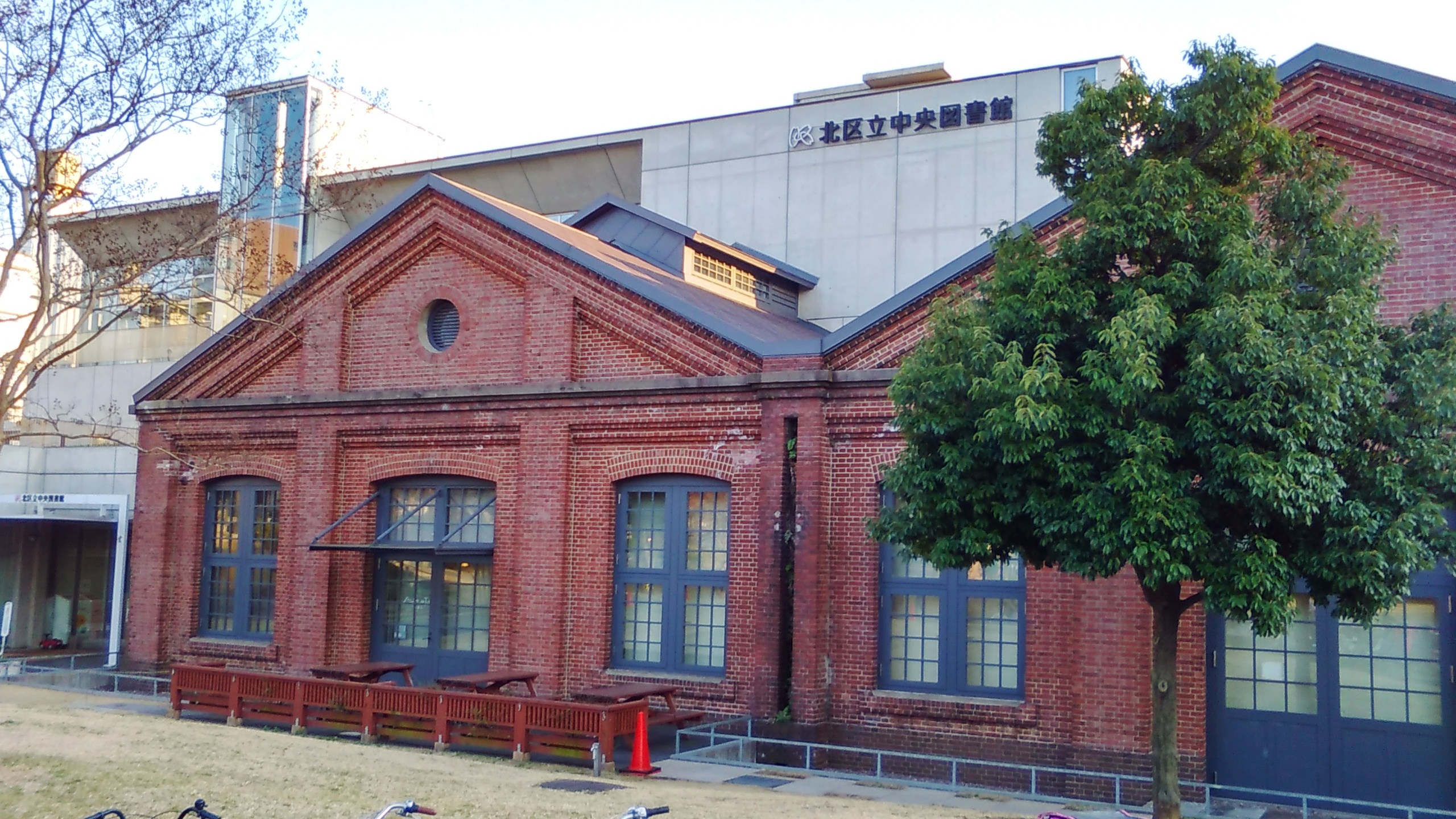
図書館の一部となった倉庫

東京第一陸軍造兵廠（とうきょうだいいちりくぐんぞうへいしょう）は、大日本帝国陸軍の陸軍造兵廠のひとつ。略称一造。主に東京都北区下十条町にあった本部を指す。埼玉県に川越製造所などを置いていた。

## 概要
明治44年に小石川から十条へ火具製造所を移転。関東大震災後東京工廠が小倉に移転。十条の火工廠から十条兵器製造所を分離し、新しい東京工廠として発足した。1940年に組織改編によって東京第一陸軍造兵廠となった。赤羽線をはさんで西の板橋側は東京第二陸軍造兵廠となっている。板橋製造所のほかに川越製造所（埼玉県ふじみ野市）、小杉製造所（富山県射水郡小杉町、現在は射水市）大宮製造所（埼玉県大宮市、現在はさいたま市）があった。

## 歴代廠長
- 杉浦辰雄 少将：1940年4月1日[1] - 終戦[2]

## 第一・第二・第三製造所
現在の小石川後楽園周辺にあった東京砲兵工廠の兵器製造所機能が移転。終戦後アメリカ軍に接収され東京兵器補給廠第4地区となった。1945年5月25日の大空襲で殆どが消失したが、焼け残った本部事務所（昭和5年竣工）はTODの保安司令部になったあと1968年（昭和43年）からキャンプ王子となり、昭和46年に返還され、昭和56年から北区文化センターとして利用されている。かつての工場敷地の南側は北区立中央公園、北側は十条駐屯地となっている。第一製造所の二七五号棟が現存しており、北区が土地建物を購入し、建物を利用した北区立中央図書館が2008年に開館した。また乗客から内部を隠す目的で設置されたレンガ塀も現存する（一部改修されている。北区立十条富士見中学校敷地内）。第一製造所滝野川工場の憲兵詰所も現存する（北区滝野川4-9）。

## 川越製造所
本部の施設拡張に伴い造成。第三製造所福岡工場として発足した。跡地の西側は上野台団地（現在は建替えられてコンフォール上野台）、東側はイオンタウンふじみ野、新日本無線株式会社川越製作所となっている。境界壁は工場の塀として現存。ふじみ野市立上福岡歴史民俗資料館には工場の模型が設置されている。